# Polesie (Milanówek)
Polesie – dawna wieś położona w województwie mazowieckim, w powiecie grodziskim; od 1952 w granicach miasta Milanówek, położona w jego wschodniej części.
Od 1867 wieś w gminie Młochów w powiecie błońskim. 20 października 1933 utworzyła gromadę w granicach gminy Młochów. Od 1948 w powiecie grodziskomazowieckim.
W związku z reorganizacją powiatu grodziskomazowieckiego 1 lipca 1952 gromadę Polesie włączono do Milanówka.